# Edward Acton

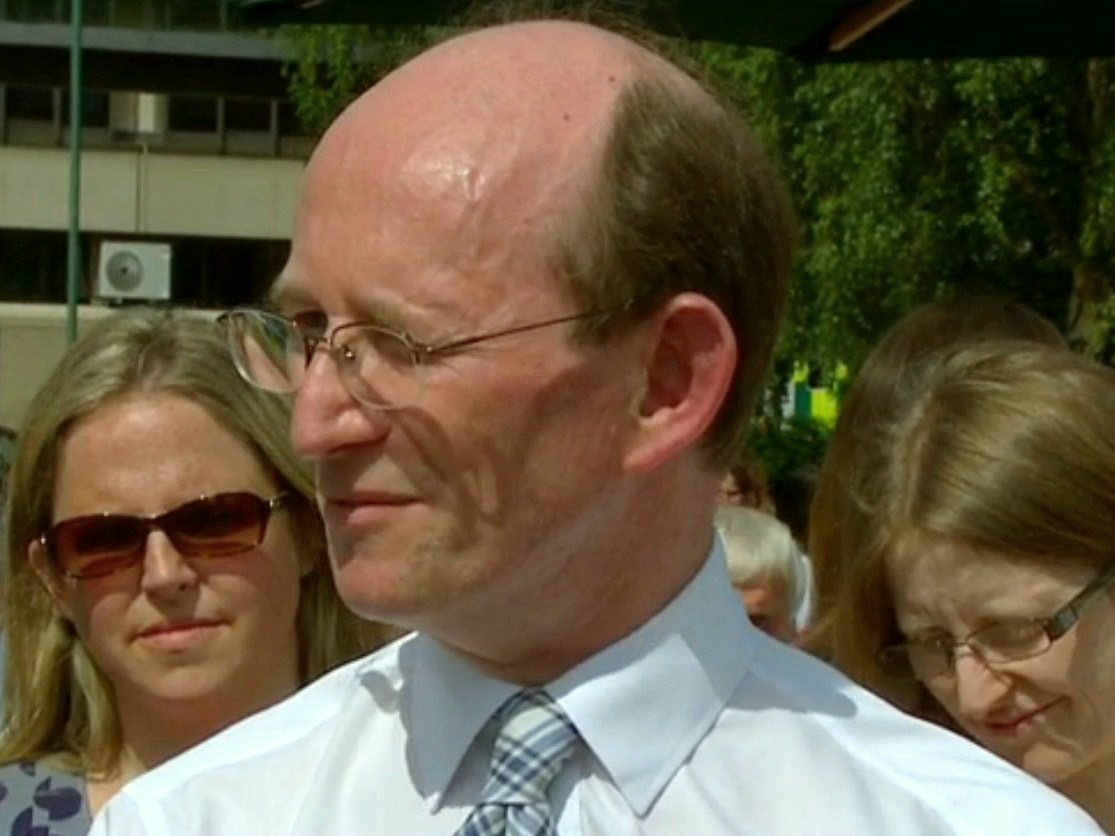
Edward Acton (2013)

Edward David Joseph Lyon-Dalberg-Acton (* 4. Februar 1949 in Südrhodesien, heute Simbabwe, im südlichen Afrika) ist ein britischer Historiker und Hochschullehrer. Er lehrte von 1991 bis 2014 als Professor für Europäische Geschichte der Neuzeit an der University of East Anglia.

## Leben
Edward stammt aus der katholischen britischen Adelsfamilie Dalberg-Acton, der Historiker John Dalberg-Acton, 1. Baron Acton war sein Urgroßvater. Er ist ein Sohn des Artillerieoffiziers John Lyon-Dalberg-Acton, 3. Baron Acton, der in den 1940er-Jahren in die damalige britische Kolonie Südrhodesien zog, um dort eine Rinderzucht zu betreiben. Der Labour-Politiker Richard Lyon-Dalberg-Acton, 4. Baron Acton war einer seiner älteren Brüder. 
Er erhielt seine Ausbildung zuerst am St. George’s College in Salisbury (Südrhodesien), bevor er an der University of York Geschichte studierte (Bachelorabschluss 1971). Mit einer Arbeit über Alexander Herzen und die Rolle des intellektuellen Revolutionärs im Russland der Zeit 1847–1863 wurde er 1975 am St Edmund’s College der Universität Cambridge zum Ph.D. promoviert.
Seine berufliche Laufbahn führte Acton zur Bank of England. Danach erhielt er wissenschaftliche Aufgaben an der University of Liverpool und der University of Manchester. Seit 1991 ist er Professor für Europäische Geschichte der Neuzeit an der University of East Anglia in Norwich, wo er von 1999 bis 2002 als Dekan den Fachbereich Geschichte (School of History) leitete. Dort war er von 2004 bis 2009 Pro-Vice-Chancellor und anschließend Vice-Chancellor der Universität. Seit 2014 ist er emeritiert.

## Ehrungen
- Fellow der Royal Historical Society, London

## Veröffentlichungen
- 1979: Alexander Herzen and the Role of the Intellectual Revolutionary (Alexander Herzen und die Rolle des intellektuellen Revolutionärs). Cambridge University Press, Cambridge/New York City, 1979, ISBN 0-521221668.
- 1990: Rethinking the Russian Revolution.
- 1995: Aktualisierte Auflage des Buches: Russia: The Tsarist and Soviet Legacy, Longman, London/New York, ISBN 0-582-08922-0.
- 1997: als Mitherausgeber: Critical Companion to the Russian Revolution 1914-1921.
- 1998: Nazism and Stalinism; A suitable Case for Comparison?. Historical Society, London.
- 2004: als Mitherausgeber mit Tom Stableford: The Soviet Union: A Documentary History, in zwei Bänden; Vol. 1: 1917–1936, Vol 2: 1925–1953. University of Exeter Press, Exeter, England, ISBN 0-859895815.